# 聖母マリアのカンティガ集

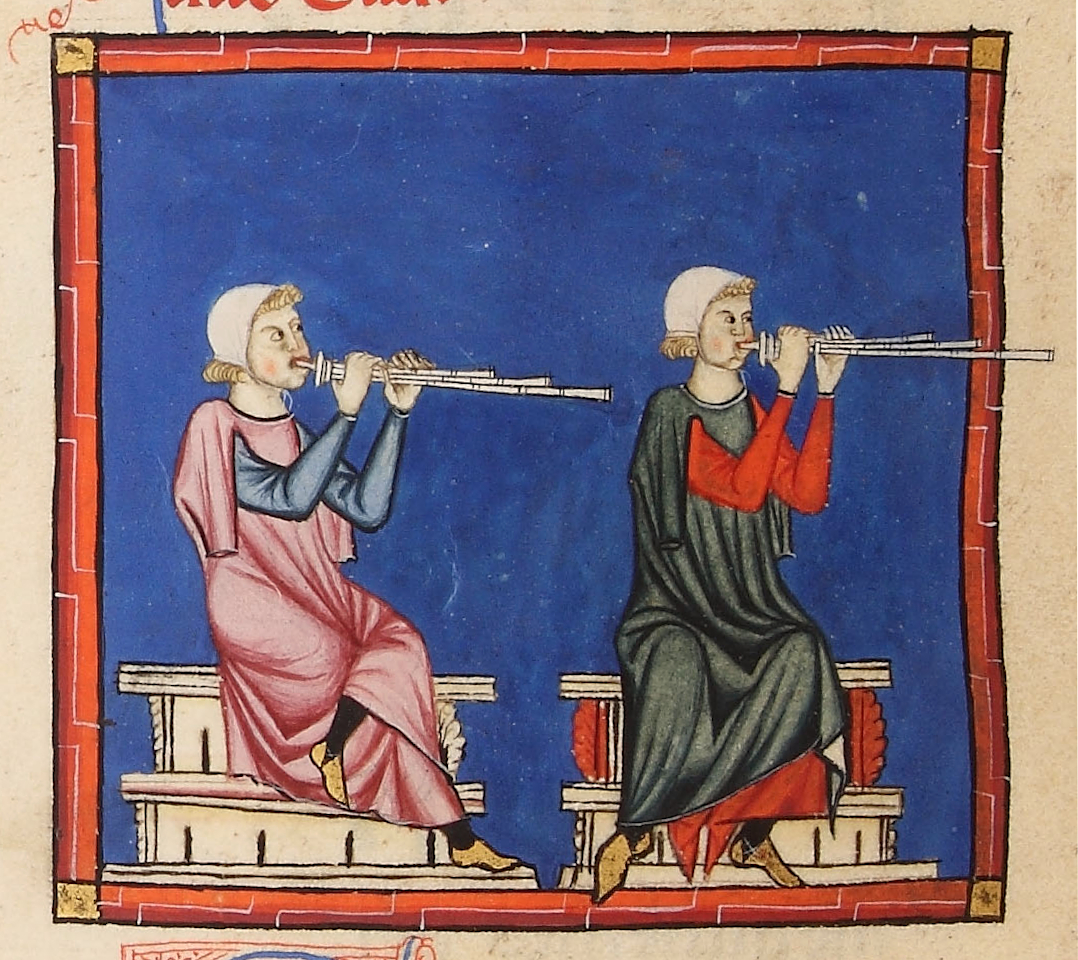
E写本の挿絵のひとつ。

聖母マリアのカンティガ集（せいぼマリアのカンティガしゅう、Cantigas de Santa Maria、ガリシア語: [kanˈtiɣɐz ðɪ ˈsantɐ maˈɾi.ɐ], ポルトガル語: [kɐ̃ˈtiɣɐʒ ðɨ ˈsɐ̃tɐ mɐˈɾi.ɐ]）は、中世ガリシア・ポルトガル語で書かれた、420曲からなる頌歌（カンティガ）集である。カスティーリャ王アルフォンソ10世（アルフォンソ賢王、1221年～1284年）の治世に成立し、またしばしば彼に帰せられる。 
中世の単旋律曲集としては最大のもののひとつであり、すべての曲が聖母マリアに言及しているのが特徴である。10曲目ごとに賛美歌が挿入されている。 
この頌歌集は4冊の写本によって現代まで伝えられた。2冊はエル・エスコリアル修道院、1冊はマドリードのスペイン国立図書館が所蔵し、1冊はフィレンツェに残る。エル・エスコリアル修道院のE写本は、様々な楽器を奏でる2人組の音楽家たちを描いたカラーのミニアチュールで彩られている。また、同修道院のCódice Rico（T写本）とフィレンツェ国立中央図書館所蔵本（F写本）には、物語的な挿絵が豊富に掲載されている。 

## 概要
この頌歌集は、中世初期ガリシア・ポルトガル語ガリシア方言で、ガリシアの綴りを用いて書かれている。ガリシアはアルフォンソ10世が幼少時の一時期を過ごした地であり、おそらく彼は子供の頃からガリシア・ポルトガル語の話者であったこと、また当時のカスティーリャにおいてガリシア・ポルトガル語が作詩言語として流行していたことによる。 
420曲の頌歌からなり、そのうちの356曲はマリアの奇跡に関する物語形式となっている。その他は、ひとつの前書きと2曲のプロローグを除き、賛歌またはマリアの祭りに関する歌である。これらの中で聖母マリアは非常に人間的な描かれ方をしており、地上でのエピソードの登場人物として現れることが多い。 
作者は不詳であるが、複数の研究はガリシアの詩人アイラス・ヌネスが多くの曲の作者である可能性を示唆している。アルフォンソ10世――この頌歌集にはAffonsoと記されている――は、文中で一人称で自身に言及していることから、彼もまた作者のひとりであると信じられている。その裏付けはプロローグに見られる。アルフォンソ10世はこの頌歌集とは別に、宗教歌の紹介を行うなど伝統的な詩作品の数々に影響を与えたことから、彼を作者とする資料も多い。実際にアルフォンソ10世が作者であるかには議論があるが、彼が影響力を及ぼしたことについてはその余地は無い。アルフォンソ10世の工房に由来する他の主な文献（歴史書や散文資料など）はカスティーリャ語で書かれている一方、この頌歌集はガリシア・ポルトガル語であり、そこにはcantigas d'amigoやcantigas d'amorといった他の詩集のカスティーリャ宮廷における人気が反映されている。 

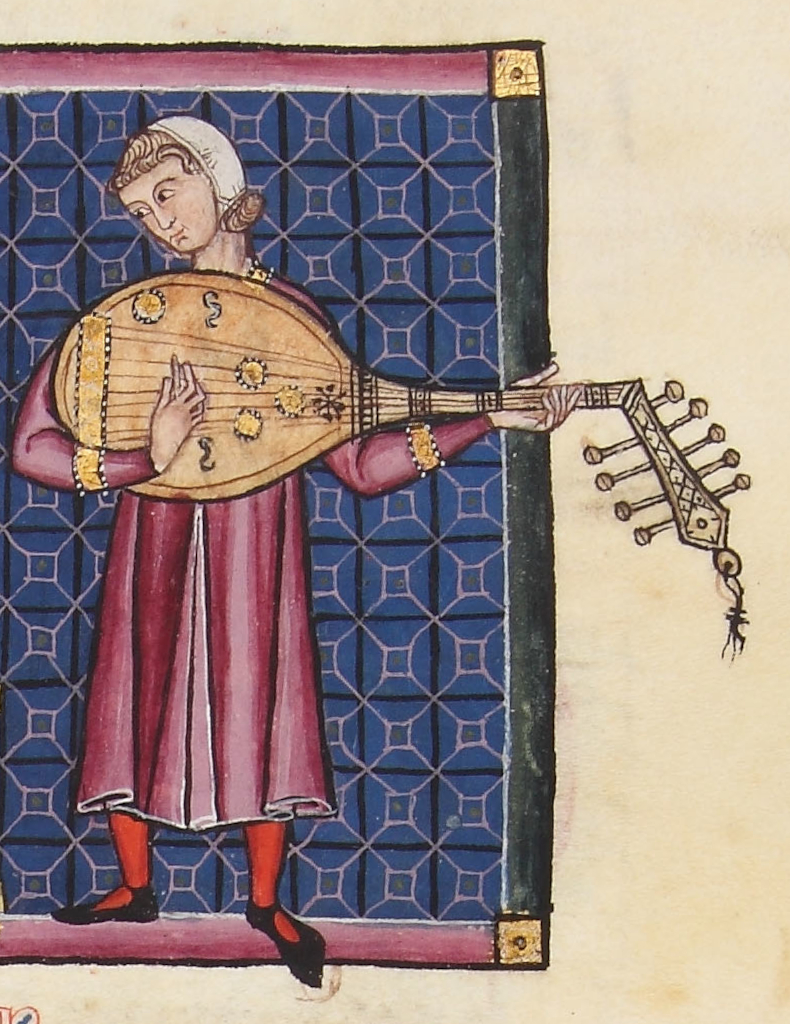
リュート奏者。

韻律は非常に多様であり、420曲の頌歌中に280もの異なる形式が見られる。最も多いのはヴィルレーとロンドである。1行の長さも2～24音節と様々である。多くの曲の物語では、神との官能的な関係が、トルバドール様式で描写されている。楽譜を記している音符は聖歌（チャント）に使われたものと似ており、また完全ではないが音の長さの情報も含まれている。現代の楽譜に転写されたものもいくつか存在する。この頌歌集は古楽のグループによって頻繁に演奏や録音が行われており、ここから採られた曲を収録したCDが豊富に流通している。 

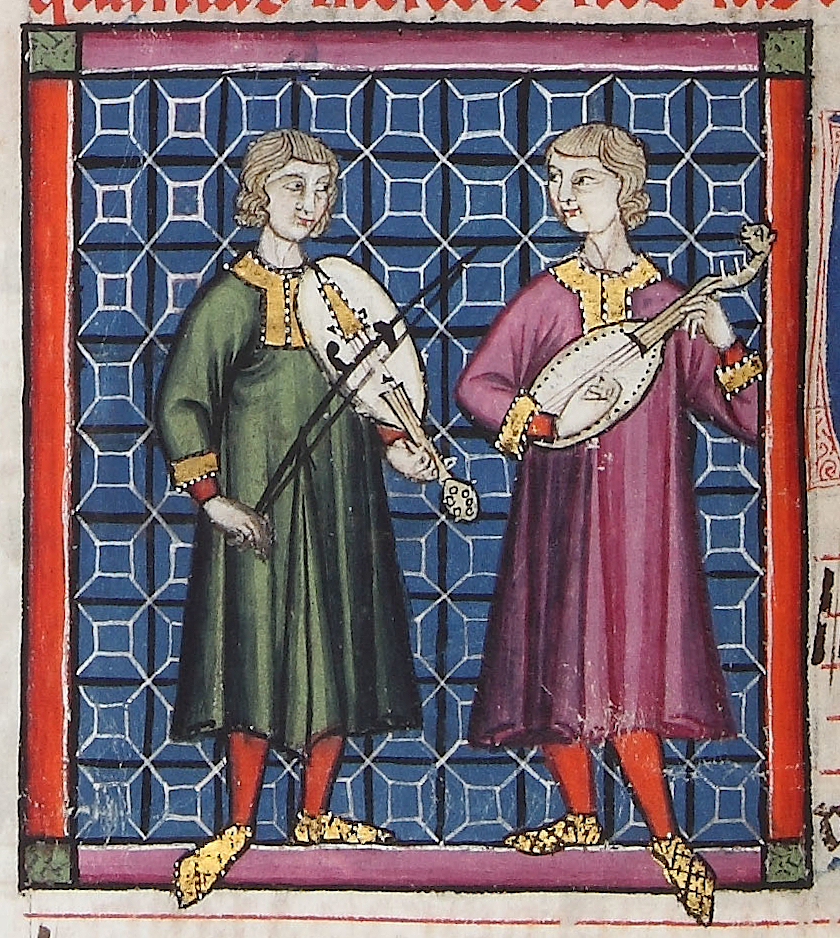
ビウエラを奏でる音楽家たち。

### 写本

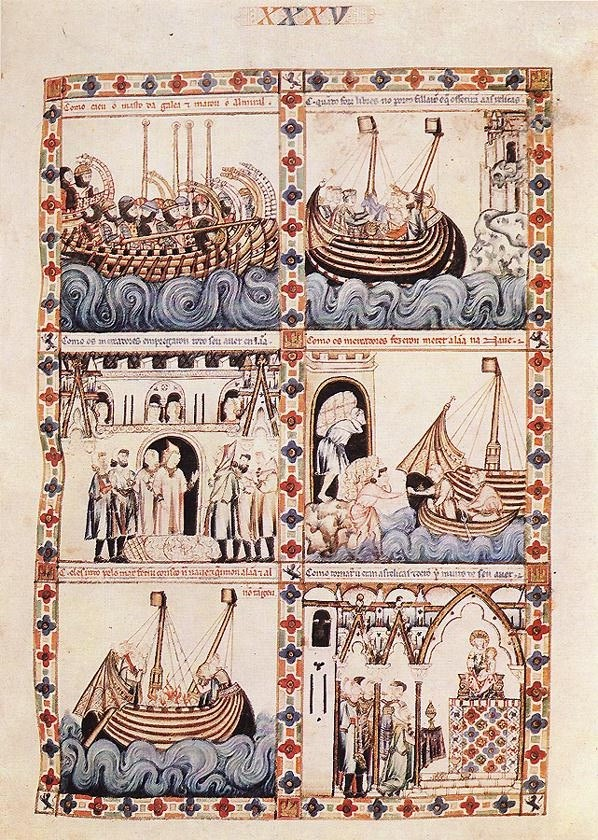
カンティガ35番のミニアチュール

この頌歌集は4冊の写本、To（トレド写本 (códice de Toledo)、スペイン国立図書館、MS 10069）、T（エル・エスコリアル修道院図書館、MS T.I.1）、F（フィレンツェ写本 (códice de Florencia)、フィレンツェ、フィレンツェ国立中央図書館、MS b.r. 20）、E（códice de los músicos、エル・エスコリアル修道院図書館、MS B.I.2）によって伝えられている。
E写本の収録曲数が最も多く、頌歌406曲に加えて前書きとプロローグ、さらに41点の緻密なミニアチュールと多くの飾り文字が掲載されている。
To写本は最も古く、129曲の頌歌を収録している。挿絵は掲載されていないものの、装飾頭文字で豪華に飾られ、非常に丁寧に制作されたことが窺える。
T写本とF写本は姉妹編である。T写本からはページの欠落により8曲が失われているものの、195曲の頌歌が残されており、E写本の最初の200ページと概ね対応している。それぞれの曲には、曲中のシーンを描いた6～12枚のミニアチュールが添えられている。F写本も同様の装丁となっているが、収録されているのは111曲のみであり、さらにうち7曲はテクストが無く、ミニアチュールしかない。その内容は基本的にE写本後半の一部だが、収録順が根本的に異なっている。F写本は完成しなかったため、これ以上の楽曲は追加されていない。音符を将来書き加える意図があったことが、空の譜面から窺えるのみである。
これらの写本はアルフォンソ10世の在世中に制作されたと考えられている。To写本の制作時期は1270年代の可能性がある。T写本とF写本、E写本は、1280年代初頭、遅くとも彼の亡くなった1284年までには制作されたと考えられている。

### 音楽
この頌歌集に収められた音楽形式は数多あり、現在も研究が進められている最中である。不正確な楽譜が多く、信頼できる音程の範囲に収まっているものはほとんど無い。計量法（mensuration）は特に問題であり、拍子やリズムを決定する試みは、一部の例外を除いて成功しておらず、議論や研究で取り上げられることの多いトピックである。研究はまだ進行中ではあるが、この20年間の進展は重要なものとなった。